# Шкала SAD PERSONS
SAD PERSONS — це абревіатура, яка використовується як мнемонічний прийом. Розроблений у 1983 році як авторів (Паттерсон та інші) як інструмент клінічної оцінки з метою визначення ризику самогубства. Адаптовану шкалу SAD PERSONS розробив у 1996 році Джеральдом А. Юнке, в тому числі для використання з дітьми.
Дослідження 2012 року показали, що хоча шкала має певні специфічність, її чутливість настільки низька, що не має клінічної цінності для профілактики самогубств і навіть щобільше, вона може бути клінічно шкідливою
Також цей засіб критикували за те, що не всі наведені у ньому фактори ризику, можуть бути застосовані до певних осіб, і що ризик самогубства слід оцінювати за допомогою більш достовірних показників поточного для даної особи рівня ризику.

## Підрахунок
Оцінка розраховується з десяти запитань. За наявність того чи іншого з перерахованих факторів додається один бал:
- S: Sex (стать): чоловіча
- A: Age (вік): менше за 19 або понад 45 років
- D: Depression (депресія)
- P: Previous attempt (попередня спроба [самогубства])
- E: Excess alcohol or substance use (надмірне вживання алкоголю або психоактивних речовин)
- R: Rational thinking loss (втрата раціонального мислення)
- S: Social supports lacking (брак соціальної підтримки)
- O: Organized plan (організований план [самогубства])
- N: No spouse (не у шлюбі)
- S: Sickness (хвороба)

Сума цих балів потім відображається на шкалі оцінки ризику наступним чином:
- 0–4: Низький
- 5–6: Середній
- 7–10: Високий

## Модифікована шкала SAD PERSONS
Оцінка розраховується з десяти запитань. За наявність того чи іншого з перерахованих факторів додається відповідна кількість балів:
- S: Sex (стать): чоловіча. 1 бал
- A: Age (вік): 15–25 або більше 59 років. 1 бал
- D: Depression (депресія). 2 бали
- P: Previous suicidal attempts or psychiatric care (попередня спроба [самогубства]). 1 бал
- E: Excessive ethanol or drug use (надмірне вживання спиртних напоїв або наркотичних речовин). 1 бал
- R: Rational thinking loss (psychotic or organic illness) (втрата раціонального мислення (психотичне або органічне захворювання). 2 бали
- S: Single, widowed or divorced (самотній, вдовець або розлучений). 1 бал
- O: Organized or serious attempt (організовані або серйозні плани [самогубства]). 2 бали
- N: No social support (відсутність соціальної підтримки). 1 бал
- S: Stated future intent (determined to repeat or ambivalent) (заяви про майбутній намір (рішучі або ні)). 2 бали

Сума цих балів потім відображається на шкалі оцінки ризику наступним чином:
- 0–5: Можливо, безпечно виписати (залежно від обставин)
- 6–8: Ймовірно, потрібна консультація психіатра
- >8: Ймовірно, потрібна госпіталізація